# Oberglatt (kanton Zurych)
Oberglatt – miejscowość i gmina (Politische Gemeinde) w północnej Szwajcarii, w kantonie Zurych, w okręgu (Bezirk) Dielsdorf. Leży nad rzeką Glatt. 

## Demografia
W Oberglatt mieszka 7520 osób. W 2021 roku 38% populacji gminy stanowiły osoby urodzone poza Szwajcarią.

## Transport
Przez teren gminy przebiega droga główna nr 348.
Na terenie gminy leży część portu lotniczego Zurych-Kloten.